# Баженово (Казахстан)
Баже́ново (каз. Баженово) — село у складі Жанасемейського району Абайської області Казахстану. Входить до складу Новобаженовського сільського округу.
Населення — 120 осіб (2021; 321 у 2009, 333 у 1999, 408 у 1989).
Національний склад станом на 1989 рік:
- росіяни — 42 %
- казахи — 30 %
- німці — 20 %